# Leptotrichus mersinensis
Leptotrichus mersinensis är en kräftdjursart som beskrevs av Karl Wilhelm Verhoeff1949. Leptotrichus mersinensis ingår i släktet Leptotrichus och familjen Porcellionidae.

## Underarter
Arten delas in i följande underarter:
- L. m. mersinensis
- L. m. corniger